# النصوراب
تقع قرية النصوراب جنوب شرق العاصمة الخرطوم وتبعد عنها بحوالي 120 كلم وهي تتبع إدراياً لولاية الجزيرة محلية شرق الجزيرة.
يسكنها مزيج من القبائل العربية وتشكل قبيلة الشكرية نسبة 90% من السكان الذين يبلغ تعدادهم 3000 نسمة حسب آخر إحصاء تم في العام 2010، تتوافر جميع الخدمات الأساسية بالقرية وفيها مدرستين أساسيتين ومدرسة ثانوية للبنين أنشأها أبناء الشيخ مضوي شاع الدين وبها مدرسة ثانوية للبنات. سميت النصوراب بهذا الاسم علي ساكنيها وهم النصوراب أبناء شاع الدين ابن التويم الزعيم الأول لقبيلة الشكرية.. يعمل سكان النصوراب بالزراعة والتجارة